# Евровизия 1957
Евровизия 1957 е вторият проведен песенен конкурс.

## История
Макар и той да е все още предимно предназначен за излъчване по радиото, паралелно тече и телевизионна транслация, тъй като в Западна Европа се наблюдава забележително увеличение на домакинствата с телевизори. Фестивалът се провежда в сградата на Радио Хесен във Франкфурт на Майн на 3 март. Правилото страната-победител да е домакин на следващото издание все още не е в сила. По това време се смята, че „Евровизия“ ще се провежда всяка година в различна държава, докато се изредят всички. Непрекъснато увеличаващият се брой участници обаче води организаторите до извода, че това ще е непрактично.
Три държави правят своя дебют, с което участващите страни вече са 10. За първи път националните журита съобщават резултатите си по телефона. Тъй като не е уточнено предварително коя държава на какъв език ще обявява присъдените точки, водещата често се обърква в начина, по който ги приветства в слушалката. Нидерландия побеждава за първи път. Швейцарката Лис Асия – победителка от първото издание, участва отново, но заема едва осмо място. На този конкурс е демонстрирана най-дългата целувка на „Евровизия“. В края на песента си датските изпълнители Бирте Вилке и Густав Уинклер се целуват и напразно чакат човек от екипа да им даде знак да спрат (както е уговорено при репетициите) – той забравя да го направи.

## Правила
Конкурсът е твърде млад и правилата все още не са установени. Няма категорично изискване за езика на изпълнение, но всички участници пеят на своя матерен език. Продължителността на песните също не е заложена като условие. Това води до два рекорда. Композицията All, представена от Великобритания, продължава едва 1 мин. 52 сек. (една от най-кратките песни на „Евровизия“), а следващата, представена от Италия (Corde della mia chitarra), е цели 5 мин. 9 сек. (което я прави най-дългата за цялата история на конкурса). Организаторите започват да обмислят промени в правилата в това отношение, но те влизат едва пет години по-късно, когато става задължително всяка песен да продължава максимум 3 минути.

## Финал
| №  | Страна         | Език         | Изпълнител/и                | Песен                           | Превод                             | Точки | Място |
| -- | -------------- | ------------ | --------------------------- | ------------------------------- | ---------------------------------- | ----- | ----- |
| 01 | Белгия         | нидерландски | Бобеян Шхупен               | „Straatdeuntje“                 | „Уличната музика“                  | 5     | 8     |
| 02 | Люксембург     | френски      | Даниел Дюпре                | „Amours mortes (Tant de peine)“ | „Любовта е мъртва (Толкова силно)“ | 8     | 4     |
| 03 | Великобритания | английски    | Патриша Бридин              | „All“                           | „Всичко“                           | 6     | 7     |
| 04 | Италия         | италиански   | Нунцио Гало                 | „Corde della mia chitarra“      | „Струните на моята китара“         | 7     | 6     |
| 05 | Австрия        | немски       | Боб Мартин                  | „Wohin, kleines Pony?“          | „Къде си, малко пони?“             | 3     | 10    |
| 06 | Нидерландия    | нидерландски | Кори Брокен                 | „Net als toen“                  | „Обичам, когато“                   | 31    | 1     |
| 07 | Германия       | немски       | Маргот Хилшер               | „Telefon, Telefon“              | „Телефон, телефон“                 | 8     | 4     |
| 08 | Франция        | френски      | Пол Дюжарден                | „La belle amour“                | „Красива любов“                    | 17    | 2     |
| 09 | Дания          | датски       | Бирте Вилке и Густав Уилкер | „Skibet skal sejle i nat“       | „Корабът ще отплава през нощта“    | 10    | 3     |
| 10 | Швейцария      | френски      | Лис Асия                    | „L'enfant que j'étais“          | „Детето, което бях“                | 5     | 8     |

## Точки по държава
|                   |                | Гласуваща страна |   |   |   |   |   |   |   |   |   |   |
| Точки             |                |                  |   |   |   |   |   |   |   |   |   |   |
| Получаваща страна | Белгия         | 5                |   |   |   |   |   |   | 2 |   | 2 | 1 |
| Получаваща страна | Люксембург     | 8                |   |   | 1 | 4 | 3 |   |   |   |   |   |
| Получаваща страна | Великобритания | 6                | 1 | 1 |   |   | 1 | 1 |   |   |   | 2 |
| Получаваща страна | Италия         | 7                | 1 | 1 | 2 |   |   | 2 |   |   | 1 |   |
| Получаваща страна | Австрия        | 3                |   |   | 2 |   |   | 1 |   |   |   |   |
| Получаваща страна | Нидерландия    | 31               | 5 | 3 | 1 | 1 | 6 |   | 1 | 4 | 3 | 7 |
| Получаваща страна | Германия       | 8                | 1 |   |   | 1 |   |   |   | 6 |   |   |
| Получаваща страна | Франция        | 17               | 2 | 4 | 2 |   |   | 1 | 6 |   | 2 |   |
| Получаваща страна | Дания          | 10               |   |   | 2 | 3 |   | 5 |   |   |   |   |
| Получаваща страна | Швейцария      | 5                |   | 1 |   | 1 |   |   | 1 |   | 2 |   |

## Галерия
- Кори Брокен
- Бирте Вилке и Густав Уинклер малко преди най-дългата целувка на фестивала
- През 1957 г. фестивалът се е снимал така
- Главната зала на Хесенското радио